# Håvar Dahl
Håvar Dahl (thailändisch โฮวาร์ ดาล, * 16. Oktober 2001 in Stjørdal, Norwegen) ist ein thailändisch-norwegischer Fußballspieler.

## Karriere
Håvar Dahl erlernte das Fußballspielen in der Jugendmannschaft vom Nardo FK im norwegischen Trondheim. Hier unterschrieb er auch seinen ersten Vertrag. Der Verein spielte in der dritten norwegischen Liga, der PostNord-Ligaen. Ende Dezember 2020 wechselte er nach Thailand. Hier unterschrieb er einen Vertrag bei Buriram United. Der Verein aus Buriram spielte in der höchsten thailändischen Liga, der Thai League. Einen Tag nach Vertragsunterschrift wurde er an den in der zweiten Liga spielenden Uthai Thani FC ausgeliehen. Sein Profidebüt für den Verein aus Uthai Thani gab er am 14. Februar 2021 im Auswärtsspiel gegen den Ranong United FC. Hier wurde er in der 82. Minute für den Japaner Daiki Konomura eingewechselt. 2021 wechselte er auf Leihbasis nach Chainat zum Zweitligisten Chainat Hornbill FC. Doch schon nach zwei Monaten kehrte er zu seinem ehemaligen Verein Nardo FK zurück. Zu Beginn der Rückrunde 2022/23 ging er wieder nach Thailand. Hier schloss er sich im Januar 2022 dem Drittligisten Pattaya Dolphins United an. Mit dem Verein aus dem Seebad Pattaya spielt er in der Eastern Region der Liga. Am Ende der Saison wurde er mit den Dolphins Meister der Eastern Region. In den Aufstiegsspielen zur zweiten Liga konnte man sich jedoch nicht durchsetzen. Am Ende der Saison stieg Pattaya auf, da MH Nakhonsi City FC die Lizenz für die zweite Liga verweigert wurde. Nach neun Drittligaspielen wurde sein Vertrag im Sommer 2023 nicht verlängert. Ende Juli 2023 unterschrieb Dahl einen Vertrag beim Zweitligisten Phrae United FC. Für den Verein aus Phrae bestritt er bis Jahresende 15 Zweitligaspiele. Im Januar 2024 wechselte er zum ebenfalls in der zweiten Liga spielenden Customs United FC. Am Ende der Saison 2023/24 belegte er mit dem Klub den vorletzten Tabellenplatz und musste somit in die dritte Liga absteigen. Nach dem Abstieg verließ er den Verein und schloss sich im Juli 2024 dem Erstligisten Nakhon Pathom United FC an. Nach einem Erstligaspiel wurde sein Vertrag im Dezember 2024 nicht verlängert. Im Januar 2025 verpflichtete ihn der Zweitligist Sisaket United FC.

## Erfolge
Pattaya Dolphins United
- Thai League 3 – East: 2022/23